# Beohāri
Beohāri är en ort i Indien.   Den ligger i distriktet Shahdol och delstaten Madhya Pradesh, i den centrala delen av landet, 700 km sydost om huvudstaden New Delhi. Beohāri ligger 388 meter över havet och antalet invånare är 22 107.
Terrängen runt Beohāri är platt. Runt Beohāri är det ganska tätbefolkat, med 108 invånare per kvadratkilometer. Det finns inga andra samhällen i närheten. Trakten runt Beohāri består till största delen av jordbruksmark.